# Antonio Maria Ruffo
Antonio Maria Ruffo, né le 11 juin 1687 à Bagnara Calabra, dans l'actuelle province de Reggio de Calabre, en Calabre, alors dans le royaume de Naples et mort dans la même ville le 22 février 1753, est un cardinal italien du XVIIIe siècle.

## Biographie
Antonio  Ruffo  est le fondateur de la Congrégation delle stimmate di S. Francesco en 1710. Il négocie la paix entre l'ordre de Saint-Jean de Jérusalem et la république de Gênes et est auditeur général de la Chambre apostolique. Il est également inquisiteur à Malte de juillet 1720 à  juin 1728.
Le pape Benoît XIV le crée cardinal lors du consistoire du 9 septembre 1743.
Les autres cardinaux de la famille Ruffo sont : Tommaso Ruffo (1706), Luigi Ruffo-Scilla (1743), Fabrizio Dionigi Ruffo (1791) et Fulco Luigi Ruffo-Scilla (1891).

### Sources
- Fiche du cardinal Antonio Maria Ruffo sur le site fiu.edu